# Кепруца
Кепруца (рум. Căpruța) — село у повіті Арад в Румунії. Входить до складу комуни Бирзава.
Село розташоване на відстані 367 км на північний захід від Бухареста, 55 км на схід від Арада, 142 км на південний захід від Клуж-Напоки, 71 км на північний схід від Тімішоари.

## Населення
За даними перепису населення 2002 року у селі проживали 314 осіб. Усі жителі села рідною мовою назвали румунську.
Національний склад населення села:
| Національність | Кількість осіб | Відсоток |
| -------------- | -------------- | -------- |
| румуни         | 306            | 97,5%    |
| угорці         | 7              | 2,2%     |